# Nicola Amati

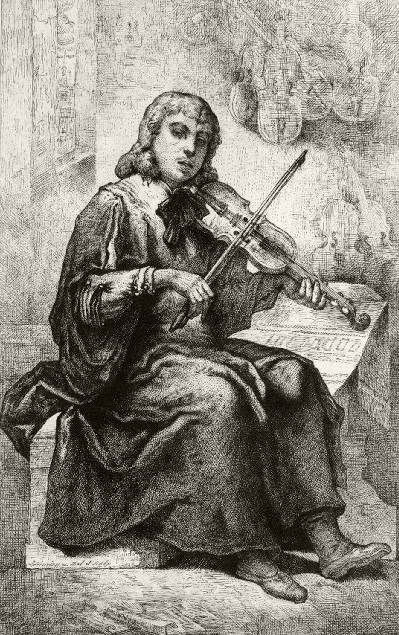
Nicola Amati

Nicola Amati, voornaam ook wel Nicolò, (3 december 1596 – 12 april 1684) was een Italiaans vioolbouwer, de zoon van Girolamo Amati uit het vioolbouwergeslacht Amati. 
Nicola was het meest vooraanstaande lid van de familie Amati. Hij verbeterde de modellen van zijn familie en maakte instrumenten die beter in staat waren de tonen meer kracht te geven. Zijn violen waren doorgaans smal van vorm, maar hij maakte ook bredere modellen die nu bekendstaan als “Grote Amati”. Dit zijn onder verzamelaars de meest gewilde objecten van de familie Amati geworden.
Tot Nicola Amati’s beroemdste leerlingen behoorden Antonio Stradivari, Andrea Guarneri (het eerste lid van de vioolbouwersfamilie Guarneri) en Bartolomeo Cristofori (de uitvinder van de pianoforte).